# Von Heidenstam
von Heidenstam är en svensk adelsätt med ursprung i Heide i Dithmarschen i Schleswig-Holstein i Tyskland.
Äldste med säkerhet kände stamfader är handelsmannen i Heide Hans Peters (död 1718). Hans son, medicine doktorn Peter Petersen (1708–1783), följde tronföljaren Adolf Fredrik av Holstein-Gottorp till Sverige, men redan 1744 blev han medicine professor i Kiel. 1747 återvände han till Sverige som kung Adolf Fredriks livmedikus. 1752 blev han arkiater och adlades 1770 med namnet von Heidenstam samt introducerades 1775 under nr 2025. Hans son Ernst Joachim Magnus (1745–1803) blev medicine doktor 1772 och var 1782–1787 kung Gustav III:s förste tjänstgörande livmedikus.
Huvudmannagrenens yngre gren, som 1863 överflyttade till Grekland och 1878 till Cypern, fortlever i dag i England.
Originalsköldebrevet förvaras på Övralid.

## Personer med efternamnet von Heidenstam

### Alfabetiskt ordnade
- Carl von Heidenstam (1876–1939), diplomat
- Carl Peter von Heidenstam (1792–1878), diplomat
- Carl Verner von Heidenstam (1811–1895), militär
- Catherine von Heidenstam (född 1943), jurist och diplomat
- Gerhard von Heidenstam (1747–1803), diplomat och orientalist
- Gustaf von Heidenstam (1822–1887), ingenjör och fyrkonstruktör
- Hugo von Heidenstam (1884–1966), väg- och vattenbyggnadsingenjör, envoyé
- Hugo von Heidenstam (1918–2011), jurist och rederichef
- Jeanette von Heidenstam (1923–2003), TV-producent
- Joachim von Heidenstam (1745–1803), medicine doktor och livmedikus
- Oscar von Heidenstam (1840–1933), diplomat och skriftställare
- Peter von Heidenstam (1708–1783), medicine professor och arkiater (livmedikus)
- Rolf von Heidenstam (1884–1958), industriman
- Verner von Heidenstam (1859–1940), författare och nobelpristagare

### Kronologiskt ordnade
- Peter von Heidenstam (1708–1783), medicine professor och arkiater (livmedikus)
- Joachim von Heidenstam (1745–1803), medicine doktor och livmedikus
- Gerhard von Heidenstam (1747–1803), diplomat och orientalist
- Carl Peter von Heidenstam (1792–1878), diplomat
- Carl Verner von Heidenstam (1811–1895), militär
- Gustaf von Heidenstam (1822–1887), ingenjör och fyrkonstruktör
- Oscar von Heidenstam (1840–1933), diplomat och skriftställare
- Verner von Heidenstam (1859–1940), författare och nobelpristagare
- Carl von Heidenstam (1876–1939), diplomat
- Rolf von Heidenstam (1884–1958), industriman
- Hugo von Heidenstam (1884–1966), väg- och vattenbyggnadsingenjör, envoyé
- Hugo von Heidenstam (1918-2011), jurist och rederichef
- Jeanette von Heidenstam (1923–2003), TV-producent
- Catherine von Heidenstam (född 1943), jurist och diplomat